# Nikon D700
Nikon D700 är en digital systemkamera med fullformatssensor av CMOS-typ. Den lanserades 1 juli 2008. Tekniken bygger till stora delar på Nikon D3, men D700 är något enklare och säljs följaktligen till ett lägre pris.
Nikon D700 torde främst ses som en konkurrent till Canon EOS 5D. D700 är känd för sina goda brusegenskaper vilket gör den lämplig för fotografering i dåliga ljusförhållanden.

## Teknik i urval
- CMOS sensor, 36 x 23,9 mm (samma som på Nikon D3, även kallat småbild, fullformat eller FX-format)
- 12,1 miljoner pixlar
- Automatisk sensorrengöring
- Serietagning med 5 Bps (8 med batterigrepp)
- ISO 200-6400 (utökningsbart till 100-25600)
- Slutare god för 150 000 exponeringar